# Michael Hicks Beach, 1. Earl St. Aldwyn

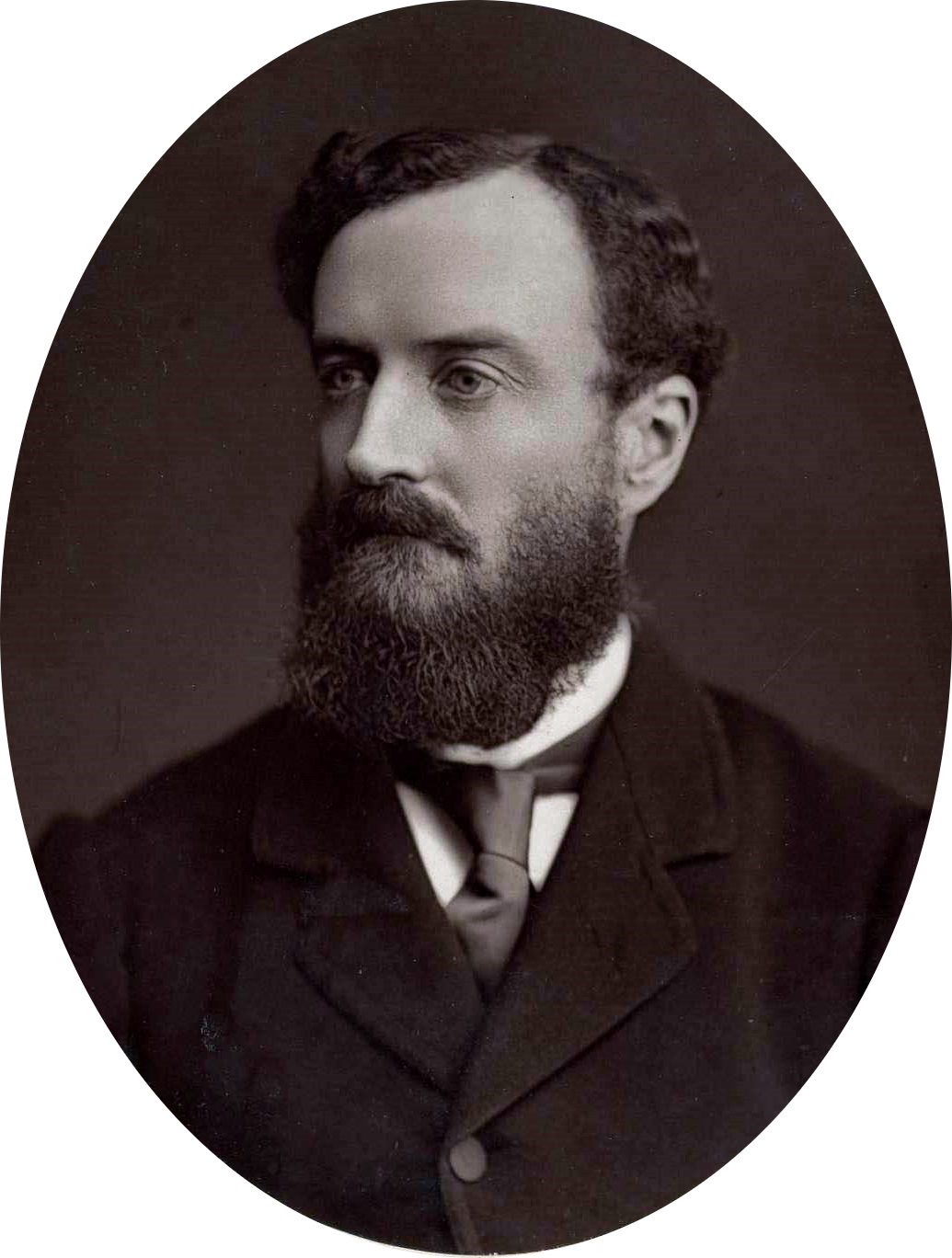
Sir Michael Hicks Beach, 9. Baronet

Michael Edward Hicks Beach, 1. Earl St. Aldwyn (* 23. Oktober 1837 in London; † 30. April 1916 ebenda) war ein britischer Adliger und Politiker.

## Leben
Hicks Beach war der älteste Sohn von Sir Michael Hicks Beach, 8. Baronet. Bereits 1854 erbte er beim Tod seines Vaters dessen Baronetcy, of Beverston in the County of Gloucester. Er besuchte das Eton College und studierte Jura und Geschichte am Christ Church College an der University of Oxford.
1864 wurde Hicks Beach für den Wahlkreis East Gloucestershire ins Unterhaus gewählt, wo er sich den Konservativen anschloss. Ab 1885 vertrat er den neuen Wahlkreis Bristol West.
Er war von Februar bis Dezember 1868 Sekretär des Armenamtes (Parliamentary Secretary to the Poor Law Board), dazwischen einige Wochen Unterstaatssekretär im Ministerium des Innern (Under-Secretary of State for Home Affairs), trat mit der konservativen Regierung im Dezember 1868 zurück und bekämpfte im Unterhaus als Mitglied der Opposition das Gladstonesche Universitätsgesetz und die geheime Abstimmung.
Als Disraeli 1874 wieder die Regierung übernahm, wurde Hicks Beach Chief Secretary for Ireland. 1877 wurde er Mitglied des Kabinetts und im folgenden Jahr nach dem durch die orientalische Frage bewirkten Rücktritt Carnarvons Kolonialminister (Secretary of State for the Colonies). Im Frühjahr 1880, als Gladstone nach dem Wahlsieg der Liberalen erneut die Regierungsgeschäfte übernahm, trat auch Hicks zurück, wurde aber im Juli 1885, weil er sich als Vorsitzender des Nationalverbandes konservativer Vereine verdient gemacht hatte, im Ministerium Salisbury Schatzkanzler und Fraktionsvorsitzender der Konservativen im Unterhaus.
In dem neuen, im Juli 1886 gebildeten konservativen Kabinett musste er aber die Fraktionsführung Randolph Churchill überlassen und wurde zum zweiten Male Chief Secretary for Ireland. Wegen Problemen mit seinem Augenlicht trat Hicks Beach im folgenden Jahr von seinem Amt zurück.
Schon ein Jahr später setzte er seine politische Karriere aber fort, als er Vorsitzender des Board of Trade wurde. Dieses Amt hatte er bis 1892 inne. Von 1895 bis 1902 war er nochmals Schatzkanzler. Er trat mit der Regierung Salisbury zurück.
1906 wurde Hicks Beach als Viscount St. Aldwyn, of Coln St. Aldwyn in der the County of Gloucester, zum Peer erhoben. 1915 erfolgte die Verleihung der Würde eines Earl St. Aldwyn.
Im folgenden Jahr verstarb Hicks Beach. Da sein ältester Sohn eine Woche zuvor gefallen war, erbte dessen ältester Sohn die Titel.

## Ehrungen
Nach Michael Edward Hicks Beach, 1. Earl St. Aldwyn ist die Pflanzengattung Hicksbeachia F.Muell. 1883 aus der Familie der Silberbaumgewächse (Proteaceae) benannt.